# Liste der Straßen und Plätze in Ockerwitz

Lage der Gemarkung Ockerwitz in Dresden

Die Liste der Straßen und Plätze in Ockerwitz beschreibt das Straßensystem im Dresdner Stadtteil Ockerwitz mit den entsprechenden historischen Bezügen. Aufgeführt sind Straßen und Plätze, die im Gebiet der Gemarkung Ockerwitz liegen. Kulturdenkmale in der Gemarkung Ockerwitz sind in der Liste der Kulturdenkmale in Ockerwitz aufgeführt.
Das Gebiet von Ockerwitz ist seit 1999 der Ortschaft Gompitz der sächsischen Landeshauptstadt Dresden zugewiesen. Die wichtigste Straße in der Ockerwitzer Flur ist die Ockerwitzer Allee. Insgesamt gibt es in Ockerwitz 16 benannte Straßen und Plätze, die in der folgenden Liste aufgeführt sind.

## Legende
Die nachfolgende Tabelle gibt eine Übersicht über die vorhandenen Straßen und Plätze im Ortsteil sowie einige dazugehörige Informationen. Im Einzelnen sind dies:
- Name/Lage: Aktuelle Bezeichnung der Straße oder des Platzes sowie unter ‚Lage‘ ein Koordinatenlink, über den die Straße oder der Platz auf verschiedenen Kartendiensten angezeigt werden kann. Die Geoposition gibt dabei ungefähr die Mitte der Straße an.
- Länge/Maße in Metern: Die in der Übersicht enthaltenen Längenangaben sind nach mathematischen Regeln auf- oder abgerundete Übersichtswerte, die in Google Earth mit dem dortigen Maßstab ermittelt wurden. Sie dienen eher Vergleichszwecken und werden, sofern amtliche Werte bekannt sind, ausgetauscht und gesondert gekennzeichnet. Bei Plätzen sind die Maße in der Form a × b dargestellt. Der Zusatz ‚im Stadtteil‘ bzw. ‚im Ortsteil‘ gibt an, wie lang die Straße innerhalb des Stadt-/Ortsteils ist, sofern sie durch mehrere Stadt-/Ortsteile verläuft.
- Namensherkunft: Ursprung oder Bezug des Namens.
- Jahr der Benennung: Zeitpunkt, zu dem die Straße ihren heute gültigen Namen erhielt (sofern bekannt).
- Anmerkungen: Weitere Informationen bezüglich anliegender Institutionen, der Geschichte der Straße, historischer Bezeichnungen, Baudenkmalen usw.
- Bild: Foto der Straße.

## Straßenverzeichnis
| Name/Lage                   | Länge/Maße | Namensherkunft                           | Jahr der Benennung | Anmerkungen | Bild                   |
| --------------------------- | ---------- | ---------------------------------------- | ------------------ | --- | ---------------------- |
| Akazienweg Lage             |            | Akazien                                  | 1990er Jahre       | Teil eines Neubaugebiets mit Einfamilienhäusern, das in den 1990er Jahren errichtet wurde |                        |
| Am Nussbaum Lage            |            | Walnussgewächse                          | 1990er Jahre       | Teil eines Neubaugebiets mit Einfamilienhäusern, das in den 1990er Jahren errichtet wurde |                        |
| Am Querfeld Lage            |            | Flurname Querfeld                        | 1931               | bis 1931 Grenzstraße, Gemarkungsgrenze zu Omsewitz | Am Querfeld            |
| Am Zschoner Berg Lage       |            |                                          |                    | Die Straße geht an der Gemarkungsgrenze zu Omsewitz in die Straße Am Steinigt über. Das Haus Nr. 3 steht unter Denkmalschutz |                        |
| Buchenweg Lage              |            | Buchen                                   | 1990er Jahre       | Teil eines Neubaugebiets mit Einfamilienhäusern, das in den 1990er Jahren errichtet wurde |                        |
| Jasminweg Lage              |            | Echter Jasmin                            | 1990er Jahre       | Teil eines Neubaugebiets mit Einfamilienhäusern, das in den 1990er Jahren errichtet wurde |                        |
| Neuer Meßweg Lage           |            |                                          | 1990er Jahre       | Teil eines Neubaugebiets mit Einfamilienhäusern, das in den 1990er Jahren errichtet wurde |                        |
| Ockerwitzer Allee Lage      |            | Ockerwitz                                | 1999               | Die Straße verläuft durch Gompitz und Ockerwitz und geht an der Gemarkungsgrenze zu Omsewitz in die Warthaer Straße über. Der Ockerwitzer Abschnitt hieß bis etwa 1990 Hauptstraße und wurde später wie der Gompitzer Abschnitt zunächst in Ockerwitzer Straße umbenannt. Wegen der gleichnamigen Straße in Leutewitz und Cotta erfolgte nach der Eingemeindung nach Dresden im Jahr 1999 eine erneute Umbenennung in Ockerwitzer Allee. Hinter Haus Nr. 14 befindet sich ein denkmalgeschützter Hochwasserbehälter des ehemaligen Wasserwerks Omsewitz | Ockerwitzer Allee      |
| Ockerwitzer Dorfstraße Lage |            | Ockerwitz                                | 1999               | Historischer Ortskern von Ockerwitz; vor der Eingemeindung nach Dresden hieß die Straße nur Dorfstraße; hier befinden sich die Freiwillige Feuerwehr Omsewitz, die Dorflinde und ein Denkmal für die Gefallenen der beiden Weltkriege; die Häuser Nr. 1, 1d, 3, 8, 9, 10 und 10a sowie die Stützmauern entlang der Straße stehen unter Denkmalschutz | Ockerwitzer Dorfstraße |
| Ockerwitzer Ring Lage       |            | Ockerwitz                                | 1990er Jahre       | Teil eines Neubaugebiets mit Einfamilienhäusern, das in den 1990er Jahren errichtet wurde |                        |
| Sonnenwinkel Lage           |            |                                          | 1990er Jahre       | Die Straße wurde Ende der 1990er Jahre angelegt, als hier Einfamilienhäuser errichtet wurden. |                        |
| Stadtblick Lage             |            | Blick auf Dresden                        |                    | Wohnbebauung |                        |
| Talweg Lage                 |            |                                          |                    | Fußweg; Gemarkungsgrenze zu Omsewitz |                        |
| Zschonerblick Lage          |            | Zschonergrund                            | 1994               | Teil eines Neubaugebiets mit Einfamilienhäusern, das in den 1990er Jahren errichtet wurde | Zschonerblick          |
| Zschonergrundweg Lage       |            | Zschonergrund                            |                    | Der Name taucht erstmals in den 1960er Jahren in amtlichen Straßenverzeichnissen auf, war aber schon lange zuvor in Gebrauch. |                        |
| Zur Bachwiese Lage          |            | Wiesen im oberen Teil des Zschonergrunds | um 1999            | bis etwa 1999 Wiesenweg, im Ostteil Straße, im Westteil Feldweg, im Westteil zweigt an einer Kurve nach Nordwesten ein nach Westen führender namenloser Weg ab |                        |